# Caravanserai
《Caravanserai》는 미국의 라틴 록 밴드 산타나의 네 번째 스튜디오 음반으로, 1972년 10월 11일에 발매되었다. 이 음반은 산타나의 그렉 롤리와 닐 숀이 참여한 마지막 음반으로, 그 다음 해에 저니를 결성했다.

## 배경
《Caravanserai》는 카를로스 산타나의 생애에서 중요한 전환점을 맞이했는데, 이는 비평가들에게 찬사를 받은 그록의 첫 3집 음반에서 벗어난 것이었기 때문이다. 살사, 록, 재즈의 이전 상표의 사운드 퓨전과는 대조적으로, 이 음반은 주로 재즈 같은 악기 구절에 집중되었다. 3개의 트랙을 제외한 모든 트랙이 악기였다. 이 음반은 초기 산타나 음반의 인기 있는 록 형식에서 벗어나 좀 더 사색적이고 실험적인 재즈 사운드로 옮겨가는 것으로 점점 더 복잡해지는 것으로 알려진 일련의 산타나 음반 중 첫 번째 음반이다.
그 그룹의 인사에는 많은 변화가 있었다. 원래 베이시스트 데이비드 브라운은 1971년에 그룹을 떠났고 더그 라우치로 대체되었다. 게다가 톰 러틀리는 몇몇 트랙에서 어쿠스틱 베이스를 연주했고, 어떤 경우에는 일렉트릭 베이스와 나란히 연주했다. 비슷하게 호세 아라스가 타악기를 계속했지만, 독창적인 타악기 연주자 마이클 카라벨로가 떠났다. 그리고 아르만도 페라자와 밍고 루이스가 음반에서 연주했고, 몇몇 다른 음악가들이 공헌을 했다. 산타나 자신과 대부분의 다른 음악가들이 20대 초반인 반면, 몇몇은 나이가 더 들었다. 예를 들어 루이스는 32세, 해들리 칼리만은 40세, 그리고 페라자 47세다.
이 기간 동안 산타나의 오랜 키보디스트이자 보컬리스트인 그렉 롤리와의 관계는 급격히 악화되었다(키보디스트 톰 코스터는 롤리를 대체하기 전 한 곡에 대해 공연했다). 이 음반은 또한 기타리스트 닐 숀이 참여한 마지막 산타나의 음반이기도 했는데, 그는 그 다음 해에 저니를 공동 설립했다.

## 평가
| 전문가 평가                   | 전문가 평가 |
| 평가 점수                     | 평가 점수   |
| 출처                          | 점수        |
| ----------------------------- | ----------- |
| AllMusic                      | [ 2 ]       |
| Christgau's Record Guide      | B–          |
| Rolling Stone                 | (not rated) |
| The Rolling Stone Album Guide | [ 5 ]       |
| Encyclopedia of Popular Music | [ 6 ]       |

컬럼비아 레코드의 회장인 클라이브 데이비스는 완성된 음반을 처음 들었을 때 카를로스에게 그가 "직업 자살"을 저지르고 있다고 말했다.
이 음반은 1972년 빌보드 200 차트에서 8위, R&B 음반 차트에서 6위에 올랐다.
이것은 예술적인 성공으로 여겨지지만, 1972년에 발매되기 시작한 음악적 변화는 산타나의 상업적인 인기에 하락의 시작을 알렸다.
1976년 《롤링 스톤》의 리뷰는 이 음반이 단언했으며, "음악의 사운드와 보컬 모두에서 인간의 보편성을 직접적으로 말해준다"고 말했다.

## 곡 목록
| #  | 제목                                           | 작사·작곡                               | 재생 시간 |
| -- | ---------------------------------------------- | --------------------------------------- | --------- |
| 1. | 〈Eternal Caravan of Reincarnation〉 (기악)    | 톰 러틀리, 닐 숀, 마이클 슈리브         | 4:28      |
| 2. | 〈Waves Within〉 (기악)                        | 더그 라우치, 그렉 롤리, 카를로스 산타나 | 3:54      |
| 3. | 〈Look Up (To See What's Coming Down)〉 (기악) | 라우치, 롤리, 산타나                    | 3:00      |
| 4. | 〈Just in Time to See the Sun〉                | 롤리, 산타나, 슈리브                    | 2:18      |
| 5. | 〈Song of the Wind〉 (기악)                    | 롤리, 산타나, 숀                        | 6:04      |
| 6. | 〈All the Love of the Universe〉               | 산타나, 숀                              | 7:40      |

| #   | 제목                             | 작사·작곡                              | 재생 시간 |
| --- | -------------------------------- | -------------------------------------- | --------- |
| 7.  | 〈Future Primitive〉 (기악)      | 호세 아라스, 밍고 루이스               | 4:12      |
| 8.  | 〈Stone Flower〉                 | 안토니우 카를루스 조빙, 산타나, 슈리브 | 6:15      |
| 9.  | 〈La Fuente del Ritmo〉 (기악)   | 루이스                                 | 4:34      |
| 10. | 〈Every Step of the Way〉 (기악) | 슈리브                                 | 9:05      |

## 인증
| 국가                                                  | 인증     | 판매량/출하량 |
| ----------------------------------------------------- | -------- | ------------- |
| 캐나다 (뮤직 캐나다)                                  | 골드     | 50,000^       |
| 프랑스 (SNEP)                                         | 골드     | 100,000*      |
| 미국 (RIAA)                                           | 플래티넘 | 1,000,000^    |
| *판매량을 기반으로 한 인증 ^출하량을 기반으로 한 인증 |          |               |